# Tethysbaena somala
Tethysbaena somala is een bronkreeftjessoort uit de familie van de Monodellidae. De wetenschappelijke naam van de soort is voor het eerst geldig gepubliceerd in 1982 door Chelazzi & Messana.